# Sławczo Binew
Sławczo (Sławi) Penczew Binew, bułg. Славчо (Слави) Пенчев Бинев (ur. 10 grudnia 1965 w Sofii) – bułgarski sportowiec, przedsiębiorca i polityk, członek nacjonalistycznej partii Ataka, mistrz Europy w taekwondo (1992), wiceprezydent bułgarskiej federacji taekwondo, deputowany do Parlamentu Europejskiego VI i VII kadencji, parlamentarzysta krajowy.

## Życiorys
W latach 1979–1984 kształcił się w gimnazjum o profilu francuskim, zaś od 1986 do 1990 był studentem w Narodowej Akademii Sportowej. Specjalizował się w tenisie i boksie. Między 1988 i 1990 studiował zaocznie drugi kierunek, tj. dziennikarstwo sportowe. Od 2004 do 2007 był doktorantem w Instytucie Psychologii przy Bułgarskiej Akademii Nauk.
W latach 80. i na początku lat 90. odnosił sukcesy sportowe w taekwondo. Między 1987 i 1992 wielokrotnie zdobywał mistrzostwo Bułgarii, a także zwyciężał w zawodach międzynarodowych. W 1990 został mistrzem Bałkanów, zaś dwa lata później w Celje w Słowenii wywalczył tytuł mistrza Europy. Posiada piąty dan. Od 1988 ma uprawnienia międzynarodowego instruktora taekwondo. Po zakończeniu kariery sportowej działał w bułgarskiej federacji taekwondo w 1996 został jej wiceprezydentem. Należy także do biura wykonawczego Bułgarskiego Komitetu Olimpijskiego oraz do komitetu badawczego Światowej Federacji Taekwondo.
Karierę polityczną związał z nacjonalistyczną partią Ataka. W maju 2007 został wybrany z jej listy do Parlamentu Europejskiego. W Europarlamencie był członkiem grupy Tożsamość, Tradycja i Suwerenność, a od czasu jej rozpadu pozostał posłem niezależnym. W 2007 kandydował bez powodzenia na stanowisko burmistrza Sofii, otrzymał około 4% głosów. W 2009 uzyskał reelekcję do Parlamentu Europejskiego. W trakcie kadencji opuścił partię Ataka i założył własne ugrupowanie.
Na początku 2007 metropolita Galakton ze Starej Zagory przyznał Sławczo Binewowi tytuł archonta nadawany za zasługi na rzecz kościoła i ludzkości. Uroczystość odbyła się w Rzymie w katolickiej bazylice Santa Maria Maggiore. Decyzja metropolity wywołała skandal medialny i dyplomatyczny. Przedstawiciele watykańskiego Synodu Biskupów zaprzeczyli jakoby metropolita Galakton działał za ich wiedzą i przyzwoleniem. Wkrótce Synod Bułgarskiego Kościoła Prawosławnego ogłosił, iż decyzja ta była nieprawomocna i Sławczo Binew nie może tytułować się archontem.
W 2014 uzyskał mandat posła do Zgromadzenia Narodowego 43. kadencji z ramienia Frontu Patriotycznego. W 2017 przeszedł do Ruchu na rzecz Praw i Wolności.

## Życie prywatne
Sławczo Binew jest żonaty, ma pięcioro dzieci.